# Futbolniy Klub Aldiyer Kurshab
O FK Aldiyer Kueshab é um clube de futebol da República Quirguiz que disputou a Top Liga do Quirguistão no ano de 2016.

## Historia
O clube foi fundado em 1998 na cidade de Kurshab, sendo até então, a única agremiação de futebol da cidade a disputar a principal competição de futebol do Quirguistão. Apesar do breve histórico na primeira divisão, o clube tem se destacado por boas campanhas na no seu grupo da segunda divisão, tendo conquistado os campeonatos da regional Sul (Zona B) de 2011, 2012, 2013 e 2015. feito no últimos anos. 